# Acomodările dorinței
Acomodările dorinței este o pictură suprarealistă în ulei și un colaj mixt pe carton din 1929, realizată de pictorul spaniol Salvador Dalí. În prezent, tabloul se află la Metropolitan Museum of Art din New York.

## Istorie
Dalí a fost inspirat să creeze piesa după o plimbare cu viitoarea sa soție, Gala Dalí, care era căsătorită la acea vreme cu un coleg suprarealist, Paul Éluard, cu care Dalí avea o aventură. Se presupune că pictura reprezintă anxietatea lui Dalí cu privire la această situație și la ceea ce îi va rezerva viitorul. De asemenea, tabloul mitologizează relația lui Dalí cu tatăl său.
Lucrarea pictată este formată în principal din șapte pietricele mari, fiecare cu un simbol diferit despre care Dalí credea că se va întâmpla ca urmare a aventurii amoroase.
Lucrarea folosește decupaje lipite dintr-o carte pentru copii, al căror stil vizual seamănă izbitor de mult cu estetica picturii în sine.